# Jewgeni Nikolajewitsch Below
Jewgeni Nikolajewitsch Below (russisch Евгений Николаевич Белов; * 7. August 1990 in Oktjabrski, Oblast Swerdlowsk, Russische SFSR, Sowjetunion) ist ein ehemaliger russischer Skilangläufer.

## Werdegang
Jewgeni Below gewann bei den Junioren-Skiweltmeisterschaften 2010 in Hinterzarten über 10 Kilometer klassisch und mit der russischen Staffel die Silbermedaille. Auch im Sprintwettbewerb und im Verfolgungswettbewerb erreichte er Top-Ten-Platzierungen. Im Eastern Europe Cup erkämpfte er zwei Siege und belegte am Ende der Saison den zweiten Platz in der Gesamtwertung. In der Saison 2010/11 startete er erstmals im Skilanglauf-Weltcup. Beim Nordic Opening überzeugte er als Elfter der Gesamtwertung. In Davos belegte er über 15 Kilometer klassisch ebenfalls den elften Platz. Als Startläufer belegte er mit der russischen Staffel in Gällivare und La Clusaz jeweils den zweiten Platz. Bei den U23-Weltmeisterschaften im estnischen Otepää gewann er Silber im 30-km-Verfolgungsrennen und Gold über 10 Kilometer Freistil. Im Februar 2011 holte er in Rybinsk mit der Staffel seinen ersten Weltcupsieg. Bei den anschließenden Weltmeisterschaften in Oslo belegte er den 37. Platz über 15 km klassisch und im Sprint. Bei den Nordischen Junioren-Skiweltmeisterschaften 2012 in Erzurum holte er Silber im Skiathlon und im Sprint und Gold über 15 km klassisch. Zum Beginn der Saison 2012/13 erreichte er in Gällivare den dritten Platz mit der Staffel. Es folgten in der Saison zwei vierte Plätze bei Rennen in La Clusaz und Canmore. Bei den Nordischen Junioren-Skiweltmeisterschaften 2013 in Liberec gewann er Bronze im Sprint und Silber über 15 km Freistil und im Skiathlon. Einen Monat später belegte er bei den Nordischen Skiweltmeisterschaften 2013 im Val di Fiemme den elften Rang im Skiathlon. Mit der Staffel holte er Bronze. Die Saison beendete er auf den 16. Platz in der Gesamtwertung und den 12. Rang in der Distanzwertung. Ende März 2013 wurde er russischer Meister über 15 km Freistil. Zum Beginn der folgenden Saison belegte er meist Platzierungen im Mittelfeld. Im Januar 2014 erreichte er in Szklarska Poręba mit dem zweiten Platz im 15-km-Massenstartrennen seine bisher beste Platzierung bei einem Weltcupeinzelrennen. Bei den Olympischen Winterspielen 2014 in Sotschi errang er den 25. Platz über 15 km klassisch und den 18. Platz im Skiathlon. In der Saison 2014/15 kam er bei 10 Teilnahmen an Weltcuprennen neunmal in die Punkteränge. Die Tour de Ski 2015 beendete er auf dem zweiten Platz in der Gesamtwertung. Dabei belegte er in Toblach den zweiten Platz über 10 km klassisch. Beim Weltcuprennen in Rybinsk errang er den zweiten Platz über 15 km Freistil. Bei den Nordischen Skiweltmeisterschaften 2015 in Falun kam er auf den zehnten Platz über 15 km Freistil, den achten Rang im Skiathlon und den vierten Platz mit der Staffel. Im April 2015 wurde er Dritter beim Ugra Skimarathon. Die Saison beendete er auf dem fünften Platz im Gesamtweltcup und den dritten Rang in der Distanzwertung. Nach Platz 34 bei der Nordic Opening in Ruka zu Beginn der Saison 2015/16, errang er den 11. Platz bei der Tour de Ski 2016. Beim folgenden Weltcup in Nové Město wurde er Zweiter mit der Staffel. Im März 2016 belegte er bei der Ski Tour Canada den 21. Platz. Dabei kam er auf den zweiten Rang über 15 km Freistil in Canmore. Die Saison beendete er auf dem 18. Platz im Gesamtweltcup und dem 14. Rang im Distanzweltcup.
In der Saison 2018/19 siegte Below in Davos über 15 km Freistil und in Ulricehamn mit der Staffel und belegte in Beitostølen den zweiten Platz mit der Staffel. Er errang damit den 26. Platz im Gesamtweltcup und den 14. Platz im Distanzweltcup. Bei den Nordischen Skiweltmeisterschaften 2019 in Seefeld in Tirol kam er auf den 25. Platz im 50-km-Massenstartrennen und auf den 17. Rang im Skiathlon. In der folgenden Saison siegte er in Lillehammer mit der Staffel und errang bei der Skitour 2020 den 12. Platz. Nach Platz acht beim Ruka Triple zu Beginn der Saison 2020/21, wurde er Sechster bei der Tour de Ski 2021. Dabei errang er in Toblach den dritten Platz in der Verfolgung. Beim Saisonhöhepunkt, den Nordischen Skiweltmeisterschaften in Oberstdorf, belegte den 23. Platz im Skiathlon und den 19. Rang im 50-km-Massenstartrennen. Zum Saisonende kam er im Engadin auf den 27. Platz im 15-km-Massenstartrennen und auf den 58. Rang in der Verfolgung und erreichte damit abschließend den siebten Platz im Gesamtweltcup und den fünften Rang im Distanzweltcup.

## Dopingvorwürfe
Im November 2017 wurde Below aufgrund der Erkenntnisse des McLaren-Reports von der Oswald-Kommission des Internationalen Olympischen Komitees lebenslang gesperrt. Sein Anwalt legte daraufhin Berufung ein. Im Februar 2018 hob der Internationale Sportgerichtshof wegen ungenügender Beweislage die Sperre auf. Gleichwohl durfte er nicht an den Winterspielen 2018 teilnehmen.

## Erfolge

### Siege bei Weltcuprennen

#### Weltcupsiege im Einzel
| Nr. | Datum             | Ort   | Disziplin                      |
| --- | ----------------- | ----- | ------------------------------ |
| 1.  | 16. Dezember 2018 | Davos | 15 km Freistil Individualstart |

#### Weltcupsiege im Team
| Nr. | Datum            | Ort         | Disziplin            |
| --- | ---------------- | ----------- | -------------------- |
| 1.  | 6. Februar 2011  | Rybinsk     | 4 × 10 km Staffel 1  |
| 2.  | 27. Januar 2019  | Ulricehamn  | 4 × 7,5 km Staffel 2 |
| 3.  | 8. Dezember 2019 | Lillehammer | 4 × 7,5 km Staffel 3 |

### Siege bei Continental-Cup-Rennen
| Nr. | Datum             | Ort                     | Disziplin                       | Serie              |
| --- | ----------------- | ----------------------- | ------------------------------- | ------------------ |
| 1.  | 21. November 2009 | Werschina Tjoi          | 10 km klassisch Individualstart | Eastern Europe Cup |
| 2.  | 23. Dezember 2012 | Krasnogorsk             | 10 km klassisch Individualstart | Eastern Europe Cup |
| 3.  | 18. Dezember 2021 | St. Ulrich am Pillersee | 15 km klassisch Individualstart | Alpencup           |

## Teilnahmen an Weltmeisterschaften und Olympischen Winterspielen

### Olympische Spiele
- 2014 Sotschi: 18. Platz 30 km Skiathlon, 25. Platz 15 km klassisch

### Nordische Skiweltmeisterschaften
- 2011 Oslo: 37. Platz Sprint Freistil, 37. Platz 15 km klassisch
- 2013 Val di Fiemme: 3. Platz Staffel, 11. Platz 15 km Skiathlon
- 2015 Falun: 4. Platz Staffel, 8. Platz 30 km Skiathlon, 10. Platz 15 km Freistil
- 2019 Seefeld in Tirol: 17. Platz 30 km Skiathlon, 25. Platz 50 km Freistil Massenstart
- 2021 Oberstdorf: 19. Platz 50 km klassisch Massenstart, 23. Platz 30 km Skiathlon

## Platzierungen im Weltcup

### Weltcup-Statistik
Die Tabelle zeigt die erreichten Platzierungen im Einzelnen.
- 1.–3. Platz: Anzahl der Podiumsplatzierungen
- Top 10: Anzahl der Platzierungen unter den ersten zehn
- Punkteränge: Anzahl der Platzierungen innerhalb der Punkteränge
- Starts: Anzahl gelaufener Rennen in der jeweiligen Disziplin
- Hinweis: Bei den Distanzrennen erfolgt die Einordnung gemäß FIS.

| Platzierung               | Distanzrennen a | Distanzrennen a | Distanzrennen a | Distanzrennen a | Distanzrennen a | Skiathlon Verfolgung | Sprint | Etappen- rennen b | Gesamt | Team   | Team    |
| Platzierung               | ≤ 5 km          | ≤ 10 km         | ≤ 15 km         | ≤ 30 km         | > 30 km         | Skiathlon Verfolgung | Sprint | Etappen- rennen b | Gesamt | Sprint | Staffel |
| ------------------------- | --------------- | --------------- | --------------- | --------------- | --------------- | -------------------- | ------ | ----------------- | ------ | ------ | ------- |
| 1. Platz                  |                 |                 | 1               |                 |                 |                      |        |                   | 1      |        | 3       |
| 2. Platz                  |                 | 1               | 3               |                 |                 |                      |        | 1                 | 5      |        | 5       |
| 3. Platz                  |                 |                 |                 |                 |                 | 2                    |        |                   | 2      |        | 1       |
| Top 10                    | 2               | 4               | 20              | 2               |                 | 13                   | 2      | 6                 | 49     |        | 12      |
| Punkteränge               | 5               | 10              | 48              | 4               | 1               | 30                   | 11     | 17                | 126    |        | 12      |
| Starts                    | 5               | 11              | 52              | 4               | 2               | 37                   | 27     | 18                | 156    |        | 13      |
| Stand: Saisonende 2021/22 |                 |                 |                 |                 |                 |                      |        |                   |        |        |         |

### Weltcup-Gesamtplatzierungen
| Saison  | Gesamt | Gesamt | Distanz | Distanz | Sprint | Sprint |
| Saison  | Punkte | Platz  | Punkte  | Platz   | Punkte | Platz  |
| ------- | ------ | ------ | ------- | ------- | ------ | ------ |
| 2010/11 | 244    | 31.    | 158     | 25.     | 10     | 86.    |
| 2011/12 | 295    | 32.    | 199     | 26.     | 8      | 89.    |
| 2012/13 | 425    | 16.    | 316     | 12.     | 5      | 99.    |
| 2013/14 | 207    | 38.    | 141     | 24.     | 30     | 55.    |
| 2014/15 | 868    | 5.     | 456     | 3.      | 52     | 43.    |
| 2015/16 | 526    | 18.    | 390     | 14.     | -      | -      |
| 2016/17 | 23     | 110.   | 23      | 70.     | -      | -      |
| 2017/18 | 144    | 42.    | 82      | 35.     | -      | -      |
| 2018/19 | 303    | 26.    | 297     | 14.     | 6      | 84.    |
| 2019/20 | 209    | 36.    | 141     | 27.     | 2      | 90.    |
| 2020/21 | 590    | 7.     | 321     | 5.      | 45     | 33.    |